# Tomàs de Cantimpré
Tomàs de Cantimpré O.P. (1201, Brussel·les - † 15 de maig de 1272) fou un teòleg i hagiògraf dominic belga.

## Biografia

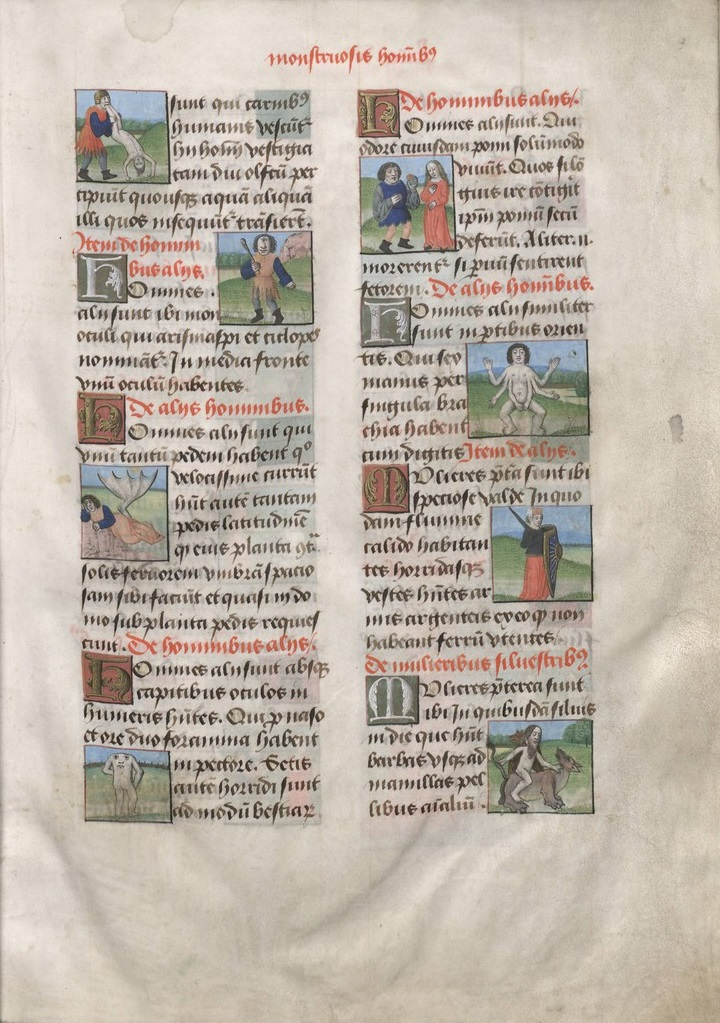
Pàgina de De Natura rerum

Entrà a l'Orde de Predicadors el 1232 a Lovaina. L'any següent se'n va a Colònia (Alemanya) per tal de prosseguir els seus estudis teològics sota l'ègida d'Albert Magne. Quatre anys més tard se n'anà a París, on continuà la seva formació. Tornà a Lovaina el 1240 per ensenyar-hi filosofia i teologia.

## Obra
La seva obra més important és Bonum universale de apibus, una obra d'edificació moral i espiritual amb exemples trets de la vida de les abelles, que són utilitzades de forma al·legòrica. La seva redacció se situa entre el 1256 i el 1263. En aquesta obra, fou el primer a teoritzar una raó per als assassinats rituals dels que s'acusava cada cop més als jueus d'aleshores: per a ell, d'entre els jueus, que patien hemorràgies des de la seva interpel·lació a Ponç Pilat: («La seva sang caigui sobre nosaltres i sobre els nostres fills»), hauria estat predit per "un d'ells, que gaudia de fama de profeta" que "només la sang dels cristians" podria alleujar-los d'aquell mal. Per a Tomàs de Cantimpré, els jueus «sempre cecs i impius», prengueren aquesta profecia al peu de la lletra i començaren a collir sang cristiana mitjançant assassinats rituals. O bé, sempre segons ell, el vertader significat de la profecia era que només la sang de Jesucrist i no la sang de qualsevol cristià podia actuar. L'únic remei per als jueus era doncs, d'acord amb la lògica de tomàs, la conversió.·.
També és l'autor de l'enciclopèdia De Natura Rerum, la primera redacció de la qual data del 1237-1240, però que fou reelaborada més endavant. Es tracta d'una recopilació d'altres treballs d'autors antics, en 19 llibres, realitzada amb menor finesa d'esperit que la de Vincent de Beauvais. Aquest últim treball servirà d'inspiració un poc més tard per a Konrad von Megenberg. L'obra fou plagiada fins al Renaixement pels seus catàlegs de pedres, monstres i sobretot d'animals.